# Konfiskace

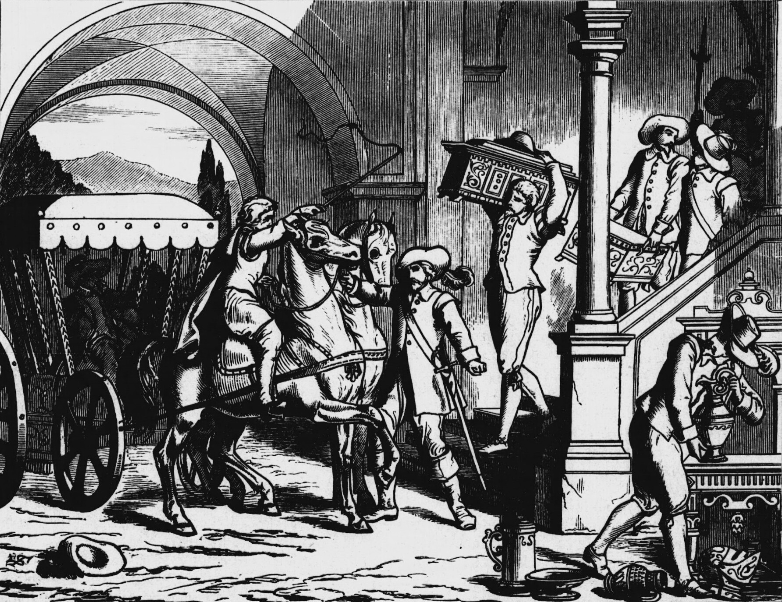
Císařská komise zabavuje statky povstalců v rámci tzv. pobělohorských konfiskací (Česko-moravská kronika, J. Scheiwl, 1891)

Konfiskace (z latinského confiscatio) označuje na rozdíl od vyvlastnění zabavení majetku bez náhrady.

## Příklady konfiskace
1. v právním státě:
  - Konfiskace majetku, získaného zločinným způsobem (určuje soud, v souladu s ústavou a zákony).
2. za, dnes už v našich končinách výjimečných poměrů ještě nevzniklého právního státu, v dobách převratů, ozbrojených konfliktů, v právním vakuu před nimi a po nich, jako např.:
  - pobělohorské konfiskace po porážce českého stavovského povstání
  - v poválečné ČSR: „12/1945 Sb. Dekret presidenta republiky ze dne 21. června 1945 o konfiskaci a urychleném rozdělení zemědělského majetku Němců, Maďarů, jakož i zrádců a nepřátel českého a slovenského národa“ (z dnešního hlediska proti principům právního státu pro uplatnění kolektivní viny).
3. v diktaturách, totalitách:
  - Konfiskace v totalitních státech. Lidem nebo skupinám, označeným za nepřátele je zabavován majetek. Takto postižení jsou zpravidla zbavováni i dalších práv, pokud ještě existují – taktika „rozděl a panuj“ je režimem uplatňována k drobení společnosti na „méně bezprávné“ a „více bezprávné“.
  - V sovětském bloku, tzv. socialistiském táboře, probíhala konfiskace tzv. znárodněním.